# Циметсхаузен
Циметсхаузен (нем. Ziemetshausen) — торговая община (ярмарка) в Германии, в земле Бавария. В состав общины входят Хелерсберг, Лаутербах, Муттерсхофен, Шеленбах, Шонебах, Уттенхофен, Циметсхаузен, а также Мария Фешпербильд, Зайфридсберг и Роппельтсхаузен.
Подчинена административному округу Швабия. Входит в состав района Гюнцбург. Население составляет 2915 человек (на 31 декабря 2010 года). Занимает площадь 42,99 км².